# Стурфорс (комуна)
Комуна Стурфорс (швед. Storfors kommun) — адміністративно-територіальна одиниця місцевого самоврядування, що розташована в лені Вермланд у центральній Швеції.
Стурфорс 188-а за величиною території комуна Швеції. Адміністративний центр комуни — місто Стурфорс.

## Населення
Населення становить 4 208 чоловік (станом на вересень 2012 року). 
| Кількість населення комуни Стурфорс за 1970-2010 роки | Кількість населення комуни Стурфорс за 1970-2010 роки | Кількість населення комуни Стурфорс за 1970-2010 роки | Кількість населення комуни Стурфорс за 1970-2010 роки | Кількість населення комуни Стурфорс за 1970-2010 роки |
| ----------------------------------------------------- | ----------------------------------------------------- | ----------------------------------------------------- | ----------------------------------------------------- | ----------------------------------------------------- |
| Рік                                                   |                                                       |                                                       | Населення                                             |                                                       |
| 1970                                                  | 1970                                                  |                                                       | 5 617                                                 | 5 617                                                 |
| 1975                                                  | 1975                                                  |                                                       | 5 274                                                 | 5 274                                                 |
| 1980                                                  | 1980                                                  |                                                       | 5 508                                                 | 5 508                                                 |
| 1985                                                  | 1985                                                  |                                                       | 5 333                                                 | 5 333                                                 |
| 1990                                                  | 1990                                                  |                                                       | 5 299                                                 | 5 299                                                 |
| 1995                                                  | 1995                                                  |                                                       | 5 147                                                 | 5 147                                                 |
| 2000                                                  | 2000                                                  |                                                       | 4 725                                                 | 4 725                                                 |
| 2005                                                  | 2005                                                  |                                                       | 4 542                                                 | 4 542                                                 |
| 2010                                                  | 2010                                                  |                                                       | 4 273                                                 | 4 273                                                 |
| Джерело: SCB                                          |                                                       |                                                       |                                                       |                                                       |

## Населені пункти
Комуні підпорядковано 3 міські поселення (tätort) та 2 сільські:
- Стурфорс (Storfors)
- Б'юрчерн (Bjurtjärn)
- Чиркстен (Kyrksten)
- Лунгсунд (Lungsund)
- Тобекен (Tåbäcken)

## Галерея

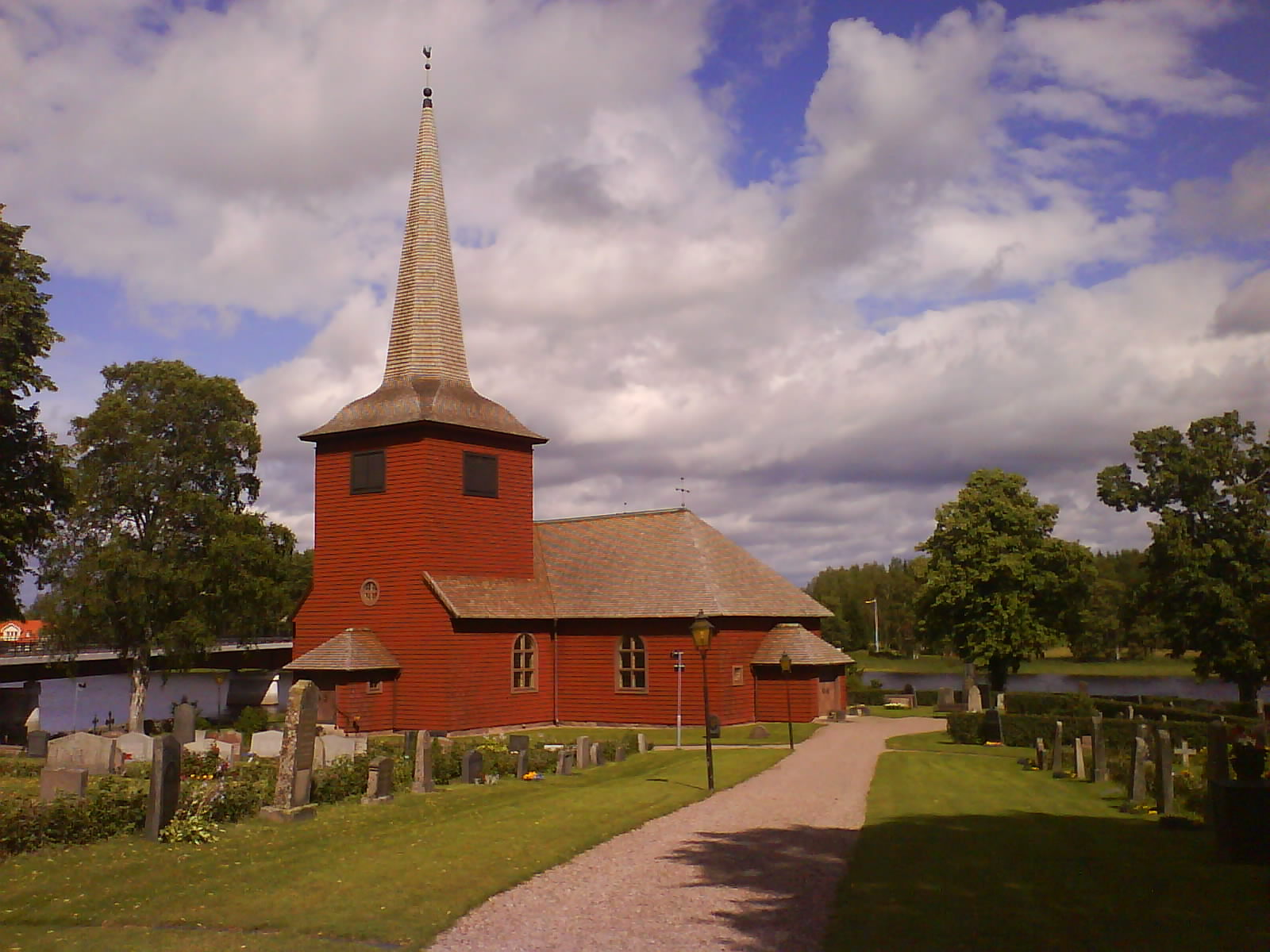
Церква (Лунгсунд)
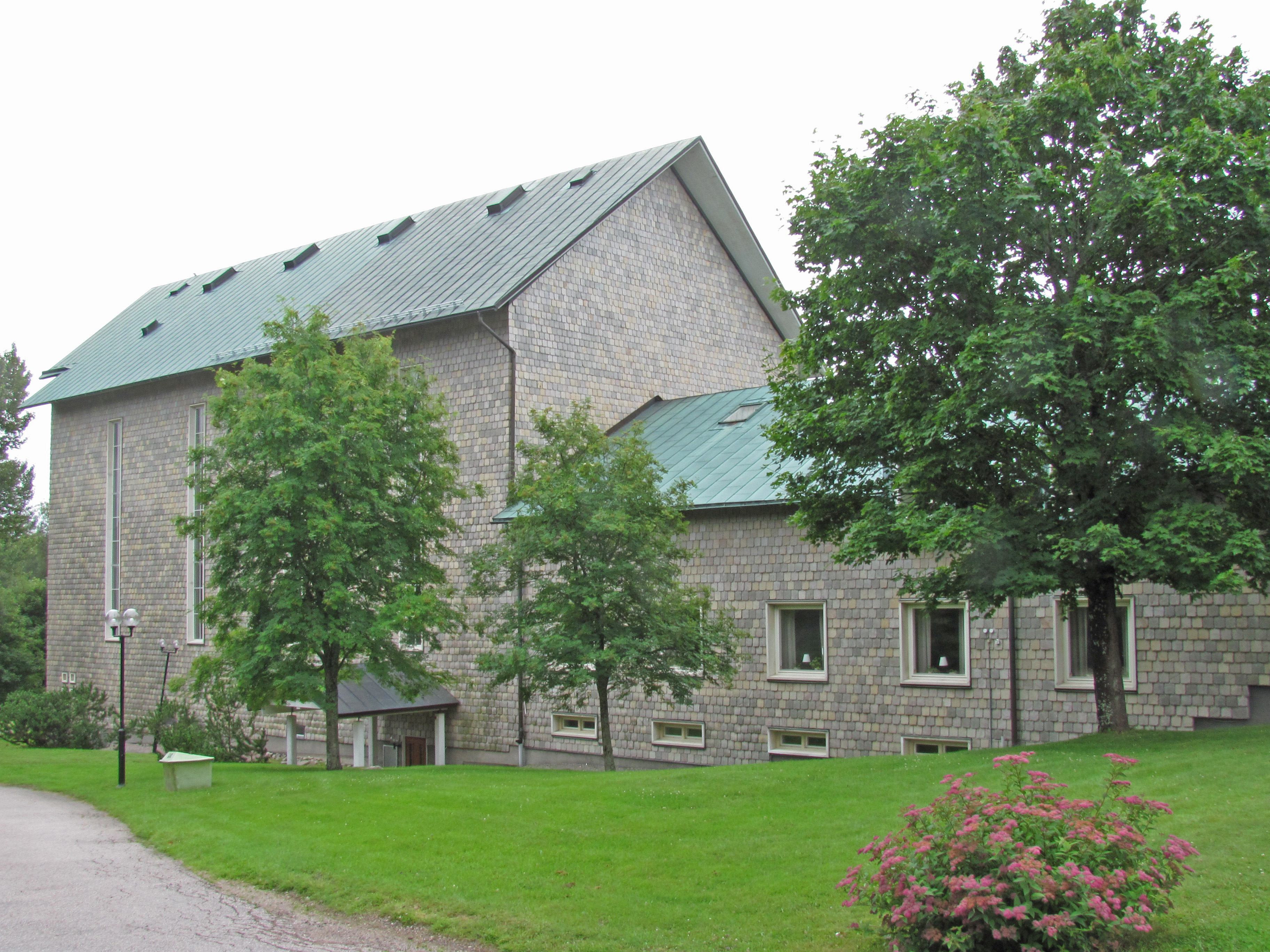
Церква (Стурфорс)
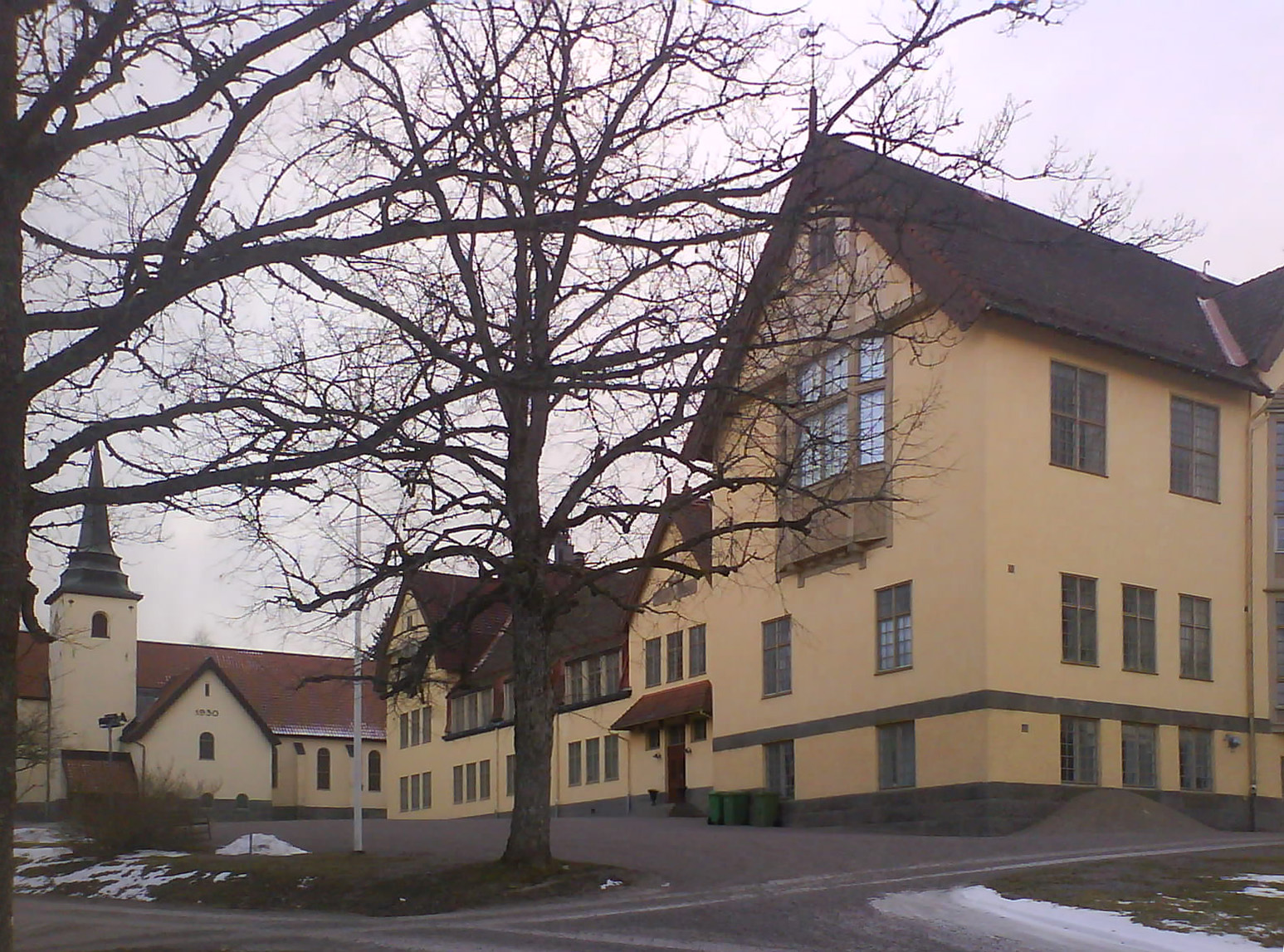
Школа

## Виноски
1. ↑  https://www.storfors.se/kommunochpolitik/nyhetsarkivkommunochpolitik/nyheterkommunochpolitik/evalottahardigblirnyttkommunalradistorfors.5.77cd7d4c1850fbb2038680c.html
2. ↑  https://www.svt.se/nyheter/lokalt/varmland/jildesten-s-slutar-som-kommunstyrelsens-ordforande-vid-arskiftet-oavsett-vem-som-styr
3. ↑  https://sverigesradio.se/artikel/3405681
4. ↑  https://www.svt.se/nyheter/lokalt/varmland/dorothea-sohlberg-slutar-som-kommunalrad
5. ↑  (unspecified title) — 1997. — ISBN 91-38-30973-4
6. ↑  (unspecified title) — 1986. — ISBN 91-38-08944-0
7. ↑  Folkmangd i riket, lan och kommuner (шв.) . Центральне бюро статистики Швеції. Архів оригіналу за 20 серпня 2013. Процитовано 8 лютого 2013.